# 東京理科大学大学院工学研究科・工学部
東京理科大学大学院工学研究科（とうきょうりかだいがくだいがくいんこうがくけんきゅうか、英称：Graduate School of Engineering）は、東京理科大学に設置される大学院研究科の一つである。また、東京理科大学工学部（とうきょうりかだいがくこうがくぶ、英称：Faculty of Engineering）は、同大学に設置される学部の一つである。

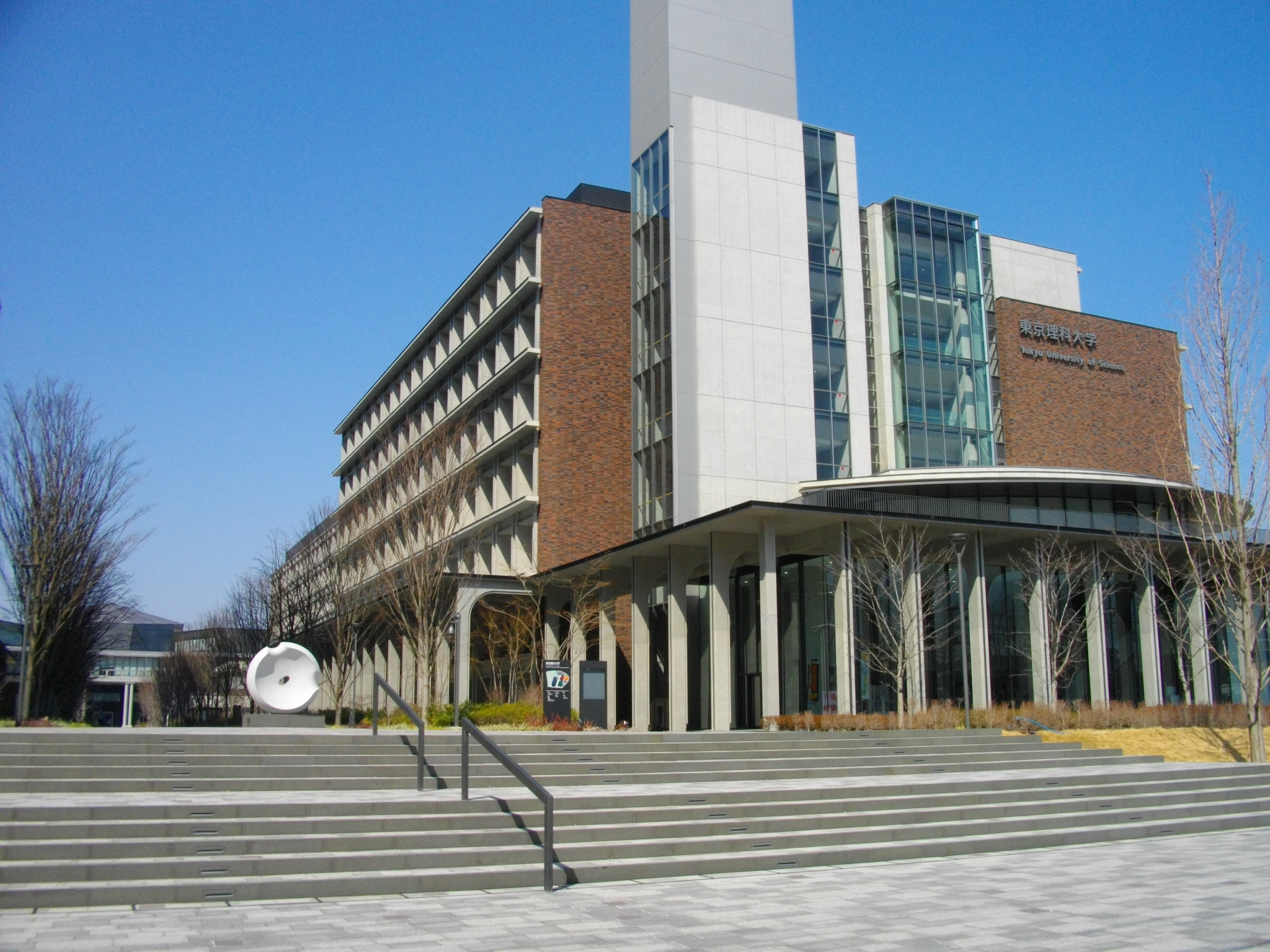
東京理科大学葛飾キャンパス 講義棟

## 概要
東京理科大学は、1881年（明治14年）に設立された東京物理学講習所（後の東京物理学校）を前身とし、理学部を中心に発展した流れを持つが、1962年（昭和37年）に初の工学系組織として設置されたのが工学部である。1966年には大学院工学研究科、1976年には夜学の工学部第二部を設置した。
第二部は2017年度より学生募集を停止したが、2020年には建築学科に夜間主社会人コースを設置した。
2022年度に工業化学科が神楽坂キャンパスから葛飾キャンパスに移転し、全学科が葛飾キャンパスに集まった。なお、建築学科夜間主社会人コースについては神楽坂キャンパスに設置されている。

## 沿革

### 年表
（主要部の出典は大学公式ホームページ。）
- 1949年（昭和24年）4月 - 東京理科大学が設置される。
- 1962年（昭和37年）4月 - 神楽坂校舎に工学部（建築学科・工業化学科・電気工学科）設置。
- 1963年（昭和38年）3月 - 7号館が竣工し、工学部3学科の建物として用いられることになった[2]。
- 1964年（昭和39年）3月 - 8号館が竣工し、工業化学科が移転[2]。
- 1965年（昭和40年）
  - 4月 - 工学部経営工学科・機械工学科設置。
  - 9月 - 3号館が竣工し、経営工学科・機械工学科の建物として用いられることになった[2]。
- 1966年（昭和41年）
  - 4月 - 大学院工学研究科（建築学専攻・工業化学専攻・電気工学専攻）修士課程設置。経営工学専攻および機械工学専攻の設置は、校地面積不足のため遅れることになった。
  - 4月 -  野田校舎が竣工し、本年のみ工学部の一部を置く。この「工学部野田分校」は翌年に理工学部となる[2]。
- 1976年（昭和51年）4月 - 工学部第二部（建築学科・電気工学科・経営工学科）設置、3月に竣工した9号館が充てられた[2]。またそれに伴い、工学部は工学部第一部に改称。
- 1983年（昭和58年）4月 - 大学院工学研究科（建築学専攻・工業化学専攻・電気工学専攻）博士後期課程設置[3]、同研究科（経営工学専攻・機械工学専攻）修士課程増設。
- 1985年（昭和60年）4月 - 大学院工学研究科（経営工学専攻・機械工学専攻）博士後期課程増設。
- 2004年（平成16年）7月 - 神楽坂キャンパス九段校舎完成。工学部第一部工業化学科と経営工学科を除き、神楽坂校舎の工学部を九段校舎に移転。
- 2005年（平成17年）12月 - 新5号館が竣工し化学系施設の集中化がはかられ、工学部では工業化学科・専攻が移転。
- 2009年（平成21年）4月 - 大学院総合化学研究科総合化学専攻博士課程設置、工業化学専攻は当研究科所属となる。
- 2010年（平成22年）3月 - 大学院工学研究科工業化学専攻修士課程廃止。
- 2011年（平成23年）3月 - 大学院工学研究科工業化学専攻博士後期課程廃止。
- 2013年（平成25年）4月 - 葛飾キャンパス完成。工学部第一部工業化学科と経営工学科を除き、九段校舎の工学部を葛飾キャンパスに移転。
- 2016年（平成28年）4月 - 工学部第一部を工学部に名称変更、工学部情報工学科設置[4]、工学部経営工学科の学生募集を停止。
- 2017年（平成29年）3月 - 大学院工学研究科工業化学専攻設置、工学部第二部の学生募集を停止。
- 2019年（平成31年）3月 - 大学院総合化学研究科総合化学専攻修士課程廃止。
- 2020年（令和2年）4月 - 工学部建築学科夜間主社会人コースを新設、大学院工学研究科情報工学専攻博士課程設置、大学院工学研究科経営工学専攻の学生募集を停止。
- 2021年（令和3年）4月 - 教養教育研究院の設置に伴い、工学部教養学科が教養教育研究院葛飾教養部に改組。
- 2022年（令和4年）4月 - 工学部工業科学科を神楽坂キャンパスから葛飾キャンパスに移転。

## 教育と研究

### 組織

#### 工学部
- 建築学科（Department of Architecture、A科）
  - 夜間主社会人コース
- 工業化学科（Department of Industrial Chemistry、C科）
- 電気工学科（Department of Electrical Engineering、E科）
- 情報工学科（Department of Information and Computer Technology、I科）
- 機械工学科（Department of Mechanical Engineering、M科）
- 経営工学科（i科）（2016年度から学生募集停止）

#### 工学部第二部
- 建築学科（2A科）（2017年度から学生募集停止）
- 電気工学科（2E科）（2017年度から学生募集停止）
- 経営工学科（2i科）（2017年度から学生募集停止）

#### 工学研究科
各研究科とも修士課程・博士後期課程の両方を設置している。
- 建築学専攻
- 工業化学専攻（旧総合化学研究科総合化学専攻）
- 電気工学専攻
- 情報工学専攻
- 機械工学専攻
- 経営工学専攻（2020年度から学生募集停止）

### 研究

#### 連携大学院
- 理化学研究所
- 電力中央研究所

#### 社会連携講座
- デジタルツイン学術研究講座（2020年10月1日 - 2023年9月30日）

## 交通アクセス

### 葛飾キャンパス
建築学科、工業化学科、電気工学科、情報工学科、機械工学科
〒125-8585 東京都葛飾区新宿6-3-1
- 金町駅（JR常磐緩行線）から徒歩8分
- 京成金町駅（京成金町線）から徒歩8分

### 神楽坂キャンパス 神楽坂校舎
建築学科夜間主社会人コース
〒162-8601 東京都新宿区神楽坂1-3
- 飯田橋駅（JR中央総武緩行線・東京メトロ有楽町線・東京メトロ南北線・東京メトロ東西線・都営地下鉄大江戸線）から徒歩3〜10分
- 市ケ谷駅（JR中央総武緩行線・東京メトロ有楽町線・東京メトロ南北線・都営地下鉄新宿線）から徒歩10分（5・10・11号館）

## 著名な教員
大学院工学研究科長
- 山本誠（機械工学科、2009年6月 - 2010年9月、日本流体力学会会長）
- 浜本隆之（電気工学科、2014年10月 - 2018年9月）
- 倉渕隆（建築学科、2018年10月 - 2020年9月）
- 近藤行成（工業化学科、2020年10月 - 2024年9月）
- 植田譲（電気工学科、2024年10月 - 現任）

工学部長
- 山本誠（機械工学科、2009年6月 - 2010年9月、日本流体力学会会長）
- 浜本隆之（電気工学科、2016年10月 - 2018年9月）
- 倉渕隆（建築学科、2018年10月 - 2020年9月）
- 近藤行成（工業化学科、2020年10月 - 2024年9月）
- 植田譲（電気工学科、2024年10月 - 現任）

建築学科
- 佐野吉彦（建築家、東京理科大学工学研究科客員教授、⽇本建築⼠事務所協会連合会副会⻑、一般社団法人大阪府建築士事務所協会会⻑、1979建築81建築修）
- 川辺直哉（建築家、東京理科大学、法政大学、芝浦工業大学、広島工業大学、東京電機大学非常勤講師、1994建築）
- 松川昌平（建築家、慶應義塾大学環境情報学部准教授、東京理科大学工学部建築学科非常勤講師、1998建築）

工業化学科
- 近藤行成（界面化学、東京理科大学工学部工業化学科教授・工学部長）
- 益永茂樹（環境学、東京理科大学工学部工業化学科非常勤講師、横浜国立大学名誉教授）

電気工学科
- 浜本隆之（電気工学、学校法人東京理科大学第9代理事長、東京理科大学工学部電気工学科教授、1992電気）
- 半谷精一郎（通信工学、東京理科大学工学部電気工学科教授、1975電気81電気博）

情報工学科
機械工学科

## 著名な出身者

### 政界
- 日比一昭（愛知県津島市長、元株式会社日伸設計事務所設立者・元代表取締役社長、建築）
- 藤田剛二（山口県山陽小野田市長、元富士商代表取締役社長、1984機械）
- 府川裕一（神奈川県足柄上郡開成町長、1978経工）

### 法曹
- 河瀬季（弁護士、モノリス法律事務所代表弁護士、『デジタル・タトゥー』原案、2008建築）

### 財界
- 長谷部佳宏（花王代表取締役社長、1980工化82工化修85工化博）
- 樋口章憲（三洋化成工業代表取締役社長、工）
- 唐澤範行（アサヒグループ食品元代表取締役社長、公立諏訪東京理科大学理事長、1974機械）
- 武田安正（アクセンチュア代表取締役副社長、1983経工）
- 林孝信（トランスアジア航空グループ代表取締役社長）
- 澁谷宗彦（渋谷スクランブルスクエア代表取締役社長、1989建築）
- 内桶文清（ジェイ・パワーシステムズ取締役会長、元住友電装代表取締役社長、住友電気工業元代表取締役副社長、1971工）
- 新井和宏（鎌倉投信創業者・取締役、横浜国立大学経営学部非常勤講師、1992工）
- 林尚道（エリアリンク創業者・代表取締役社長、日本セルフストレージ協会代表理事、経工）
- 三浦善司（リコー元代表取締役社長、現特別顧問、LIXILグループ取締役兼監査委員会委員長、1973経工）
- 溝口文雄（ウィズダムテック代表、東京理科大学理工学部名誉教授、1966工化68工化修）
- 佐藤隆信（新潮社代表取締役社長、1981電気）
- 笠原文善（キミカ代表取締役社長、1979工化）
- 村上美晴（セントケア・ホールディング創業者・代表取締役会長）
- 宮本幸一（ニッポン放送プロジェクト元代表取締役社長、現取締役相談役、1972工）
- 阿部正彦（アクテイブ取締役副社長、東京理科大学総合研究院教授、日本油化学会名誉会員、日本化学会フェロー。1970工化72工化修）
- 安原広和（ゲームクリエイター、ソニック・ザ・ヘッジホッグの生みの親、東京工科大学客員准教授、工）
- 藤代真一（シンクロ・フード創業者・代表取締役社長、工）

### 学術

#### 数学
- 繁野麻衣子（数理学、筑波大学大学院システム情報工学研究科教授、1991経工93経工修）
- 猿渡康文（数理学、筑波大学ビジネスサイエンス系系長、1987経工92経工博）

#### 化学
- 阿部正彦 （界面化学、東京理科大学総合研究院教授、日本油化学会名誉会員、日本化学会フェロー。アクテイブ株式会社取締役副社長、1970工化72工化修）
- 丸山厚（高分子化学、東京工業大学生命理工学院教授、1982工化88工化論博）
- 山口潤一郎（有機化学、早稲田大学理工学術院教授、名古屋大学トランスフォーマティブ生命分子研究所連携研究者、2002工化04工化修07工化博）
- 五東弘昭 （有機化学、横浜国立大学工学研究院准教授、2004工化06工化修09工化博）

#### 工学
- 新井史人 （ロボット工学、東京大学大学院工学系研究科教授、1986機械88機械修）
- 飯田史也（ロボット工学、ケンブリッジ大学工学部准教授・バイオロボティクス研究室ディレクター、 スイス国立科学財団教授、元チューリッヒ工科大学准教授、1997機械99機械修）
- 内田康之（ロボット工学、日本大学生産工学部創生デザイン学科准教授、1991機械93機械修）
- 多田隈建二郎（ロボット工学、東北大学大学院情報科学研究科准教授、2002機械）
- 吉本成香（機械工学、学校法人東京理科大学常務理事、東京理科大学名誉教授、1973機械75機械修84機械博）
- 浜本隆之（電気工学、学校法人東京理科大学第9代理事長、東京理科大学工学部電気工学科教授、1992電気）
- 長谷川修（電子工学、東京工業大学像情報工学研究所准教授、1988機械）
- 半谷精一郎（通信工学、東京理科大学工学部電気工学科教授、1975電気81電気博）
- 山田秀（統計工学、慶應義塾大学理工学部管理工学科教授、1993工博）
- 小泉秀樹（都市工学、東京大学大学院工学系研究科都市工学専攻教授、1988建築）
- 生田目崇（経営工学、中央大学理工学部教授、1994経工96経工修99経工博）

#### 医学・生物学
- 平川晃弘 （医学、東京大学大学院医学系研究科特任准教授、2006経工修11経工博）
- 松井茂之（生物統計学、名古屋大学大学院医学系研究科生物統計学分野教授、1991工93経工修98経工博）

#### 人文学・社会学
- 福谷正信（人的資源管理、立命館アジア太平洋大学国際経営学部教授、1971経工）
- 安室憲一（国際経済学、兵庫県立大学名誉教授、1969経工）
- 木下武男（現代社会論、昭和女子大学名誉教授、工）
- タシポラット・ティップ（地理学、新疆大学学長、1992工博）

### 建築
- 山名善之 （建築家、東京理科大学理工学部建築学科教授、フランス芸術文化勲章「シュヴァリエ」受賞、1990建築）
- 山本力矢（建築家、東京理科大学非常勤講師、2000建築）
- 佐野吉彦（建築家、東京理科大学工学研究科客員教授、⽇本建築⼠事務所協会連合会副会⻑、一般社団法人大阪府建築士事務所協会会⻑、1979建築81建築修）
- 川辺直哉（建築家、東京理科大学、法政大学、芝浦工業大学、広島工業大学、東京電機大学非常勤講師、1994建築）
- 堀池秀人（建築家、元マサチューセッツ工科大学客員教授、建築）
- 松川昌平（建築家、慶應義塾大学環境情報学部准教授、東京理科大学工学部建築学科非常勤講師、1998建築）
- 矢口哲也（都市計画家、建築家、早稲田大学理工学術院教授、1993建築）
- 稲葉信子（建築史家、筑波大学名誉教授、日本遺産選定委員長、国際記念物遺跡会議会員、1978建築）
- 菊地宏（建築家、武蔵野美術大学造形学部建築学科教授、1996建築98建築修）
- 須貝高（建築家、福岡大学工学部建築学科教授、建築・建築修）
- 細矢仁（建築家、武蔵野美術大学非常勤講師、1993建築95建築修）
- 鈴野浩一（建築家、昭和女子大学、共立女子大学、武蔵野美術大学非常勤講師、1996建築）

### 文化・芸術
- 牧眞司（SF研究者、文藝評論家、工化）
- 中西繁（洋画家、1969建築）
- 上大岡トメ（イラストレーター、エッセイスト、1988建築）

### マスコミ
- 福田光男（NHKシニアアナウンサー、工）
- 大所美弥 （フリーアナウンサー、工）

### その他
- 荒井聡太 （声優、建築修）
- 田村尚之（アマチュアゴルファー、工）
- 蓮池透（北朝鮮による拉致被害者家族連絡会元副代表、1977電気）
- 菅井美沙（グラビアアイドル、タレント、プラチナムプロダクション所属、経工）
- 福岡みなみ（グラビアアイドル、タレント、コンテンツ3所属、経工）